# 真夏の楽園
『真夏の楽園』（まなつのらくえん）は、白沢まりもによる日本の漫画短編集。

## 概要
『なかよし』増刊枠や『なかよし』別冊付録（講談社）にて、1996年から2004年にかけて発表された読みきり短編を、1冊にまとめたもの。

## 収録作品
- ムーンライト･トーク（『なかよしラブリー』2004年9月号増刊[注釈 1]）
- ふたりごっこ（『なかよしなつやすみランド』2002年）
- 恋するリトルキャット（『なかよしなつやすみランド』1997年）
- A little summer days（『なかぞう』1996年なつやすみ号） - デビュー作。
- ラブパレ!（『なかよし』2004年5月号別冊付録「ポケットなかよし」）

## 書誌情報
白沢まりも『真夏の楽園』講談社〈講談社コミックスなかよし〉、2005年8月5日第1刷発行、ISBN 4-06-364087-6